# Bastanès
Bastanès es una comuna francesa de la región de Aquitania en el departamento de Pirineos Atlánticos.
El topónimo Bastanès fue mencionado por primera vez en el siglo XI, aunque también ha presentado variaciones como Bastanes (mención hecha en 1375) o Bastanees (1385). 

## Demografía
| 203 | 200 | 250 | 288 | 287 | 289 | 275 | 271 | 243 | 230 | 227 | 231 | 231 | 226 | 250 | 243 | 234 | 227 | 211 | 169 | 152 | 147 | 140 | 122 | 129 | 136 | 143 | 132 | 143 | 105 | 97 | 99 |
| Para los censos de 1962 a 1999 la población legal corresponde a la población sin duplicidades (Fuente: INSEE [Consultar]) |     |     |     |     |     |     |     |     |     |     |     |     |     |     |     |     |     |     |     |     |     |     |     |     |     |     |     |     |     |    |    |

## Economía
La principal actividad es la agrícola (ganadería, policultivo)